# Брикер, Джон
Джон Уильям Брикер (англ. John William Bricker; 6 сентября 1893 — 22 марта 1986) — американский консервативный политик и адвокат, губернатор Огайо (1939—1945) и Сенатор от этого штата (1947—1959). Кандидат на пост вице-президента США на выборах 1944 года от Республиканской партии.

## Биография
Брикер родился в округе Мадисон в штате Огайо, окончил Университет Огайо в 1916 и получил право на адвокатскую практику в 1917 году. Он был признан негодным к военной службе, но вступил в Корпус армейских капелланов по особому рукоположению христианской церкви и достиг звания первого лейтенанта. С 1921 по 1929 Брикер служил солиситором Грандвью-Хайтс, Огайо и с 1923 по 1927 был специальным советником генерального прокурора Огайо. В 1927 он баллотировался на пост генпрокурора, но проиграл. В 1932 году он смог избраться на эту должность от республиканской партии несмотря на то, что в этом году демократы выиграли остальные должности в масштабе штата и всей страны.
Во время своего второго срока на посту прокурора он был выдвинут на пост губернатора от республиканской партии, но проиграл демократу Мартину Дэйви. В 1938 Брикер баллотировался во второй раз и смог победить. Позже он переизбирался на эту должность ещё два раза. На момент вступления Брикера в должность дефицит в бюджете штата составлял 40 миллионов долларов; благодаря принятым им жестким мерам к концу его губернаторства профицит превысил 90 миллионов долларов. На выборах 1944 года он стал кандидатом на пост вице-президента от Республиканской партии (губернатор Нью-Йорка Томас Дьюи был кандидатом в президенты). Брикер представлял интересы крупного бизнеса.
В 1946 году Брикер был избран в Сенат США и работал там до 1959 года. В Конгрессе он возглавил борьбу за ограничение полномочий президента в сфере внешней политики и выступил инициатором поправки к конституции, известной как поправка Брикера. Изначально предложение исключало значительную часть автоматического включения норм международного права в национальное законодательства США, оставляя на усмотрение Конгресса или законодательных органов штатов решение вопроса о внутренней силе международных обязательств Америки. Принятие поправки привело бы к частому несоблюдению США своих обязательств. В конечном итоге поправка Брикера была сильно смягчена в ходе дебатов, но не принята (не хватило всего одного голоса).
В 1959 году Брикер вернулся в Огайо и возобновил юридическую практику. Он умер в 1986 году.